# Gouvernement Renzi
République italienne
Letta Gentiloni
Le gouvernement Renzi (en italien, Governo Renzi) est le gouvernement de la République italienne du 22 février 2014 au 12 décembre 2016, durant la dix-septième législature du Parlement. Il est constitué après un vote de défiance interne au Parti démocrate et défavorable au chef du gouvernement sortant, Enrico Letta.

## Historique

### La formation du gouvernement

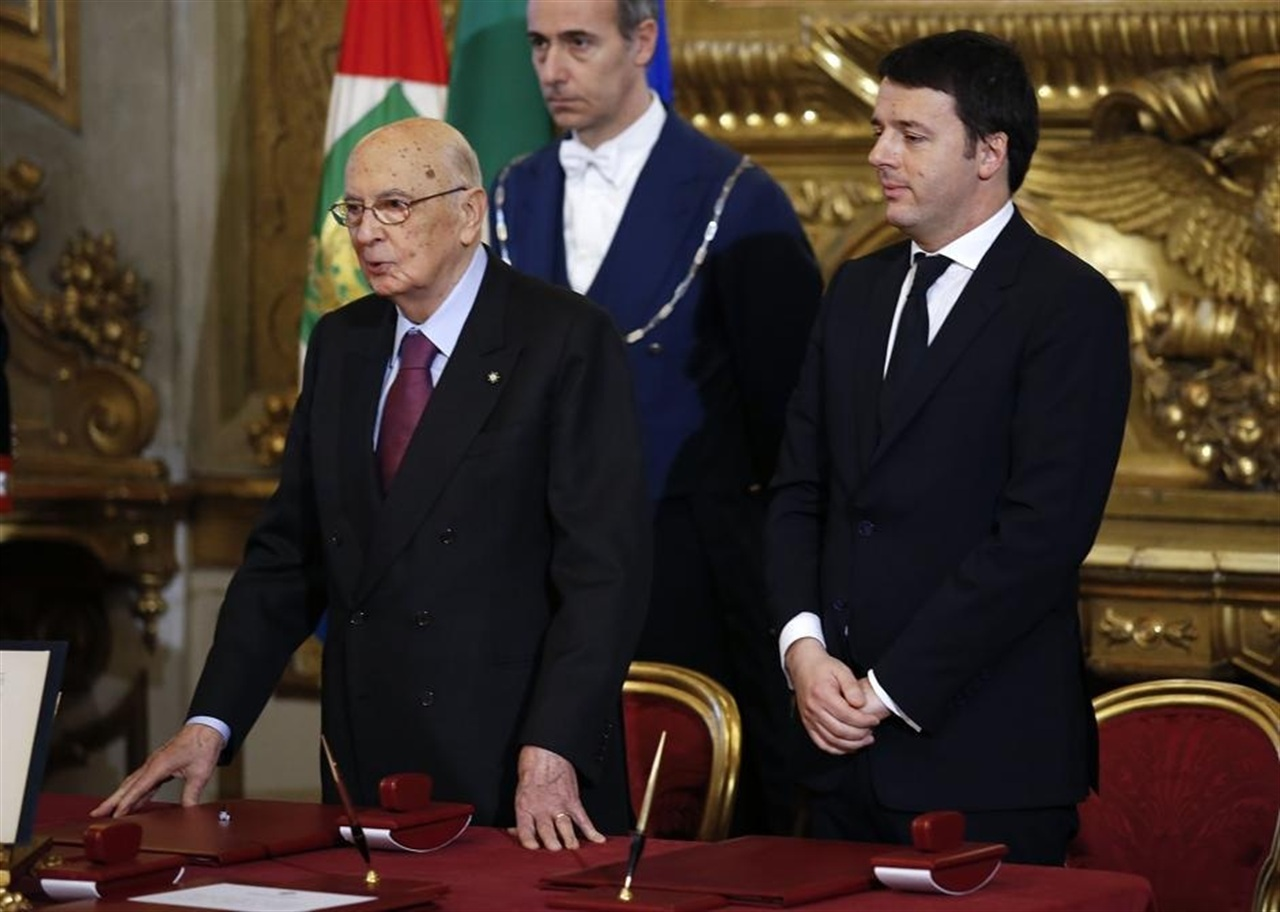
Le président de la République, Giorgio Napolitano, au côté du président du Conseil, Matteo Renzi, le 22 février 2014.

Dirigé par le nouveau président du Conseil des ministres démocrate Matteo Renzi, maire de Florence et secrétaire du PD, il est constitué d'une coalition entre le Parti démocrate (PD), le Nouveau Centre-droit (NCD), le Choix civique pour l'Italie (SC) et l'Union de Centre (UdC). Ensemble, ils disposent théoriquement de 368 députés sur 630, soit 58,4 % des sièges de la Chambre des députés, et de 159 sénateurs sur 320, soit 49,7 % des sièges du Sénat de la République. Il a le soutien sans participation du Centre démocrate (CD), du Parti socialiste italien (PSI), de la plupart des parlementaires des groupes Pour l'Italie, des partis régionalistes du Trentin-Haut-Adige et des expatriés. Ensemble, ils disposent de 18 députés sur 630, soit 2,9 % des sièges de la Chambre des députés, et de 12 sénateurs sur 320, soit 3,8 % des sièges du Sénat de la République.
Il est formé à la suite de la démission d'Enrico Letta et succède à son gouvernement, constitué et soutenu dans les mêmes conditions. Après les élections générales anticipées de février 2013, le blocage du Sénat avait rendu la formation d'un gouvernement et l'élection d'un nouveau président de la République impossibles. Le président Giorgio Napolitano avait accepté de se représenter, à condition qu'un gouvernement de grande coalition soit formé entre le PD et Le Peuple de la liberté (PDL), dont la direction est revenue à Enrico Letta. 
Au mois de novembre suivant, les soutiens du ministre de l'Intérieur Angelino Alfano quittent le PDL et fondent le NCD, s'opposant à la décision de Silvio Berlusconi, désormais déchu de son mandat sénatorial, de saborder sa formation pour reconstituer Forza Italia (FI). À peine un mois plus tard, Matteo Renzi remporte les primaires du Parti démocrate et apporte son soutien à Letta. Pourtant, le 12 février 2014, il fait voter par la direction nationale du parti une motion appelant à un changement de gouvernement.
Invité deux jours plus tard par le président Napolitano à former le nouvel exécutif, Renzi remplit sa mission avec succès et présente son équipe au chef de l'État le 21 février. D'une moyenne d'âge de 47 ans, la plus basse de l'histoire républicaine, il comprend seulement seize ministres, dont pour la première fois la moitié de femmes, et est dirigé par le plus jeune président du Conseil de l'histoire de l'Italie unifiée.

### Investiture
Il se soumet au vote de confiance du Sénat de la République le 24 février. À l'issue d'un discours pro-européen et réformateur du président du Conseil, l'exécutif remporte le scrutin par 169 voix contre 139, soit quatre voix de moins que lors du dernier vote de confiance au gouvernement Letta, qui s'appuyait sur la même coalition, le 11 décembre 2013. Le lendemain 25 février, il remporte le vote de la Chambre des députés par 378 voix contre 220 et 1 abstention.

## Composition

### Ministres
- Les nouveaux ministres sont indiqués en gras, ceux ayant changé d'attributions en italique.

| Fonction | Titulaire | Titulaire                                                                          | Parti |
| --- | --------- | ---------------------------------------------------------------------------------- | ----- |
| Président du Conseil des ministres                                                                                 |           | Matteo Renzi                                                                       | PD    |
| Secrétaire d'État à la présidence du Conseil des ministres Secrétaire du Conseil des ministres                     |           | Graziano Delrio (jusqu'au 02/04/2015) Claudio De Vincenti (à partir du 10/04/2015) | PD    |
| Ministres sans portefeuille                                                                                        |           |                                                                                    |       |
| Ministre pour les Réformes constitutionnelles et les Relations avec le Parlement                                   |           | Maria Elena Boschi                                                                 | PD    |
| Ministre pour la Simplification et l'Administration publique                                                       |           | Marianna Madia                                                                     | PD    |
| Ministre pour les Affaires régionales et les Autonomies                                                            |           | Maria Carmela Lanzetta (jusqu'au 30/01/2015)                                       | PD    |
| Ministre pour les Affaires régionales et les Autonomies                                                            |           | Enrico Costa (à partir du 30/01/2016)                                              | NCD   |
| Ministres |           |                                                                                    |       |
| Ministre des Affaires étrangères Ministre des Affaires étrangères et de la Coopération internationale (29/08/2014) |           | Federica Mogherini (jusqu'au 31/10/2014) Paolo Gentiloni                           | PD    |
| Ministre de l'Intérieur                                                                                            |           | Angelino Alfano                                                                    | NCD   |
| Ministre de la Justice                                                                                             |           | Andrea Orlando                                                                     | PD    |
| Ministre de la Défense                                                                                             |           | Roberta Pinotti                                                                    | PD    |
| Ministre de l'Économie et des Finances                                                                             |           | Pier Carlo Padoan                                                                  | Sans  |
| Ministre du Développement économique                                                                               |           | Federica Guidi (jusqu'au 05/04/2016)                                               | Sans  |
| Ministre du Développement économique                                                                               |           | Matteo Renzi (intérim)                                                             | PD    |
| Ministre du Développement économique                                                                               |           | Carlo Calenda (à partir du 10/05/2016)                                             | Sans  |
| Ministre des Politiques agricoles, alimentaires et forestières                                                     |           | Maurizio Martina                                                                   | PD    |
| Ministre de l'Environnement, de la Protection du territoire et de la Mer                                           |           | Gian Luca Galletti                                                                 | UdC   |
| Ministre des Infrastructures et des Transports                                                                     |           | Maurizio Lupi (jusqu'au 20/03/2015)                                                | NCD   |
| Ministre des Infrastructures et des Transports                                                                     |           | Matteo Renzi (intérim) Graziano Delrio                                             | PD    |
| Ministre du Travail et des Politiques sociales                                                                     |           | Giuliano Poletti                                                                   | Sans  |
| Ministre de la Santé                                                                                               |           | Beatrice Lorenzin                                                                  | NCD   |
| Ministre de l'Éducation, de l'Enseignement supérieur et de la Recherche                                            |           | Stefania Giannini                                                                  | PD    |
| Ministre des Biens et des Activités culturels et du Tourisme                                                       |           | Dario Franceschini                                                                 | PD    |

### Vice-ministres et secrétaires d'État
À la présidence du Conseil :
- Luca Lotti (PD) pour l'édition,
- Marco Minniti (PD) pour les Services secrets,
- Sandro Gozi (PD).

Au ministère de l'Intérieur :
- Filippo Bubbico (PD),
- Gianpiero Bocci (PD),
- Domenico Manzione (Ind.).

Au ministère des Affaires étrangères :
- Lapo Pistelli (PD),
- Mario Giro (PI),
- Benedetto Della Vedova (SC).

Au ministère de la Justice :
- Enrico Costa (NCD),
- Cosimo Ferri (Ind.).

Au ministère de la Défense :
- Domenico Rossi (PI),
- Gioacchino Alfano (NCD).

Au ministère de l'Économie et des Finances :
- Enrico Morando (PD),
- Luigi Casero (NCD),
- PierPaolo Baretta (PD),
- Giovanni Legnini (PD),
- Enrico Zanetti (SC).

Au ministère du Développement économique :
- Carlo Calenda (SC),
- Claudio De Vincenti (PD),
- Simona Vicari (NCD),
- Antonello Giacomelli (PD).

Au ministère du Travail :
- Teresa Bellanova (PD),
- Franca Biondelli (PD),
- Luigi Bobba (PD),
- Massimo Cassano (NCD).

Au ministère des Infrastructures et des Transports :
- Riccardo Nencini (PSI),
- Antonio Gentile (NCD),
- Umberto Del Basso De Caro.

Au ministère des Politiques agricoles, forestières et alimentaires :
- Andrea Olivero (PI),
- Giuseppe Castiglione (NCD).

Au ministère de l'Environnement, de la Protection du territoire et de la Mer :
- Silvia Velo (PD),
- Barbara Degani (NCD).

Au ministère de l'Éducation, de l'Université et de la Recherche :
- Angela D'Onghia (PI),
- Roberto Reggi (PD),
- Gabriele Toccafondi (NCD).

Au ministère des Biens, des Activités culturels et du Tourisme :
- Francesca Barracciu (PD),
- Ilaria Borletti Buitoni (SC).

Au ministère de la Santé
- Vito De Filippo (PD).

Au ministère pour les Réformes constitutionnelles et les Relations avec le Parlement :
- Ivan Scalfarotto (PD),
- Maria Teresa Amici (PD),
- Luciano Pizzetti (PD).

Au ministère pour la Simplification et Administration publique :
- Angelo Rughetti (PD).

Au ministère pour les Affaires régionales :
- Gianclaudio Bressa (PD).